# Cautleya spicata
Cautleya spicata là một loài thực vật có hoa trong họ Gừng.

## Phân loại
C. gracilis được James Edward Smith mô tả lần đầu tiên năm 1822 dưới danh pháp Roscoea spicata. Năm 1890, John Gilbert Baker chuyển nó sang chi Cautleya. Trong cùng tác phẩm này, Baker cũng mô tả hai loài khác là C. robusta và C. petiolata. Hiện nay cả 2 danh pháp này đều được coi là đồng nghĩa của C. spicata.

## Tên gọi thông thường
Tên gọi trong tiếng Trung: 红苞距药姜 (hồng bao cự dược khương, nghĩa là cự dược khương lá bắc đỏ).

## Phân bố
Nền rừng hoặc biểu sinh trên cây; ở cao độ 1.100-3.600 m tại miền bắc Ấn Độ (Assam, Sikkim, Uttarakhand), Bhutan, Myanmar, Nepal, Trung Quốc (Quý Châu, Tứ Xuyên, Tây Tạng, Vân Nam). Theo Phạm Hoàng Hộ (1999) thì loài này cũng có ở Việt Nam, nhưng không chỉ ra địa điểm phát hiện.

## Mô tả
Thân giả 30–60 cm. Lá 4-7, có cuống lá; lưỡi bẹ 5–10 mm, dạng màng, đỉnh tù hoặc nhọn; cuống lá 1,5–2 cm; phiến lá hình mũi mác-thuôn dài đến thẳng, 12-30 × 1,6–4 cm, gốc thuôn tròn hoặc tù, đỉnh hình đuôi-nhọn. Cành hoa 7–12 cm, nhiều hoa dày dặc; lá bắc màu đỏ (từ đây mà có tên gọi hồng bao cự dược khương), thuôn dài 2,5–3 cm, dài hơn đài hoa. Hoa màu vàng. Đài hoa 1,5-2,5 cm, chẻ 1 bên, đỉnh 2 răng. Tràng hoa 2-2,5 cm; thùy hình mũi mác, 2-2,5 cm. Các nhị lép bên hình trứng ngược-thuôn dài, dài gần bằng thuỳ trung tâm của tràng hoa. Cánh môi ~2,5 cm, đỉnh 2 khe. Bao phấn thẳng, ~1,5 cm. Quả nang màu đỏ, hình cầu, đường kính ~1 cm. Hạt màu đen, hình trứng, được bao bọc trong áo hạt màu trắng, khô xác. Ra hoa tháng 7, tạo quả tháng 9-10. 2n = 34.

## Gieo trồng
Cautleya spicata được trồng làm cây cảnh sân vườn. Nó là loài cây chịu lạnh ngoài trời trong điều kiện khí hậu vùng trung du nước Anh, nhưng người ta khuyến cáo nen có lớp bổi che phủ trong mùa đông. Nó cũng có thể được trồng trong chậu, khi cần thiết phải bảo vệ nó khỏi sương giá. Nó cần loại đất giữ ẩm, giàu mùn, tránh nhiều ánh nắng mặt trời.
Một số giống cây trồng được biết đến. 'Crug Canary' cho cây cao tới 1 m (3 ft), với thân màu đỏ, lá bắc màu đỏ sẫm và hoa màu vàng cam. 'Arun Flame' cho cây có chiều cao tương tự, với các cành hoa nhiều hoa dày dặc hơn; mặt dưới của lá có ánh màu đỏ tía. Một dạng được biết đến với tên gọi "lutea" không có màu đỏ. Các cây trồng thuộc bộ sưu tập số CC 3676 có thân ngắn hơn và hoa màu da cam sẫm.